# Proboštov (przystanek kolejowy)
Proboštov – przystanek kolejowy w Proboštovie, w kraju usteckim, w Czechach. Znajduje się na wysokości 240 m n.p.m. Położony jest w centrum miejscowości.
Jest zarządzany przez Správę železnic. Na przystanku istnieje możliwości zakupu biletów i rezerwacji miejsc.

## Linie kolejowe
- 130 Ústí nad Labem - Chomutov